# Ерих Мария Ремарк (награда за мир)
„Награда за мир Ерих Мария Ремарк“ (на немски: Erich-Maria-Remarque-Friedenspreis) е международно отличие от град Оснабрюк Германия за белетристика, журналистика и наука.
Присъжда се на всеки 2 години „за белетристични, журналистически и общоразбираеми научни произведения“, които „разглеждат темите: вътрешен и външен мир“. Ръководни насоки при това е мотото на родения в Оснабрюк писател Ерих Мария Ремарк „Моята тема е човекът през това столетие, въпросът за хуманността“, с което се припомня неговият пацифистки ангажимент.
Главната награда се присъжда за изключително произведение и възлиза на 25 000 € (от 2009 г.; преди това – 15 000 €).
Допълнително се дава поощрителна награда в размер на 5000 €.

## Носители на наградата (подбор)
- Ханс Магнус Енценсбергер (1993)
- Миленко Йергович (1995)
- Светлана Алексиевич (2001)
- Махмуд Даруиш (2003)
- Юрий Андрухович (2005)
- Тони Джъд (2007)
- Хенинг Манкел (2009), Лукас Берфус (специална награда)
- Аслъ Ердоган (2017)